# Lunar Society

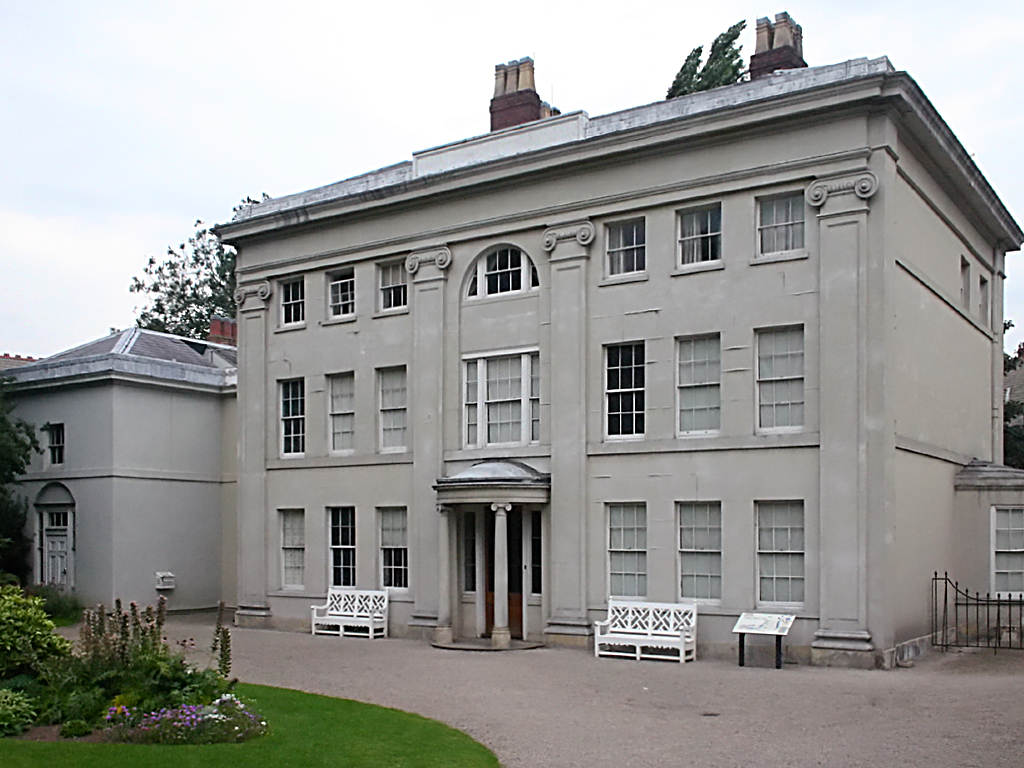
Soho House in Handsworth, Birmingham, regelmäßiger Treffpunkt der Lunar Society.

Die Lunar Society (englisch für Mond-Gesellschaft, ursprünglich Lunar Circle) war eine im Jahre 1765 von Erasmus Darwin in Birmingham gegründete private Gesellschaft von naturwissenschaftlich interessierten Menschen in Großbritannien, bestehend aus Dichtern, Theologen, Erfindern, Ärzten, Schriftstellern, Physikern, Chemikern und Industriellen.
Ihren Namen erhielt sie, weil sich die Mitglieder einmal im Monat bei Vollmond trafen, um nach der Versammlung abends bei natürlichem Licht wieder nach Hause fahren zu können, da es damals noch keine Straßenbeleuchtung gab; sich selbst nannten die Mitglieder Lunatics („Mondsüchtige“ oder „Schlafwandler“). In einer Zeit, in der Kommunikation und Austausch von Wissen sonst nur schwer möglich war, besprachen die Teilnehmer ihre neuesten Forschungsergebnisse und Erkenntnisse, um voneinander zu lernen und sich gegenseitig zu inspirieren. 
Matthew Boulton, Thomas Day, Richard Lovell Edgeworth, Samuel John Galton, Robert Augustus Johnson (1745–1799), James Keir, Joseph Priestley, William Small, Jonathan Stokes, James Watt, Josiah Wedgwood, John Whitehurst und William Withering waren neben dem Gründer Erasmus Darwin Mitglieder der einflussreichen Gesellschaft.
Antoine Lavoisier korrespondierte mit verschiedenen Gruppenmitgliedern und Benjamin Franklin besuchte die Vereinigung mehrfach.
Der langjährige Organisator und Hauptakteur der Gesellschaft war Erasmus Darwin. 1813, elf Jahre nach Darwins Tod, löste die Gesellschaft sich auf. Zum Gedenken gibt es in Birmingham Mondsteine für Watt und Boulton sowie ein Museum im Soho-Haus von Matthew Boulton.
Eine Modern Lunar Society beschäftigt sich heute mit der Stadtentwicklung in England. Unter dem Namen Lunar Republic Society existiert heute eine Gesellschaft in den USA, die Mondgrundstücke verkauft.